# Hulu Selangor
Hulu Selangor is een district in de Maleisische deelstaat Selangor.
Het district telt 198.000 inwoners op een oppervlakte van 174 km².
Gombak · 
Hulu Langat · 
Hulu Selangor · 
Klang · 
Kuala Langat · 
Kuala Selangor · 
Petaling · 
Sabak Bernam · 
Sepang